# Польская военная жандармерия
Военная жандармерия (польск.: Żandarmeria Wojskowa, аббревиатура ŻW) — силы военной полиции Польши созданные 1 сентября 1990 как самостоятельная часть польских вооруженных сил.

## История
Аналоги военной жандармерии и полиции существовали в Польше на протяжении практически всех последующих десятилетий XIX века, а также всего ХХ столетия. А 1 сентября 1990 года была создана Военная жандармерия в ее нынешнем виде. Впервые День военной жандармерии отмечали в июне 1994 года по инициативе министра национальной обороны. Из-за недостатка информации об истории жандармерии несколько лет подряд этот праздник отмечали в годовщину сражения при Дембе-Вельке, которое состоялось 31 марта 1831 года.
В августе 2001 года Сейм (нижняя палата парламента Польши) принял Закон о Военной жандармерии и других правоохранительных органах, который определяет задачи и полномочия Военной жандармерии. 
В 2007 году Военная жандармерия получила статус партнера Европейских сил жандармерии, а с 2015 года стала полноправным членом.

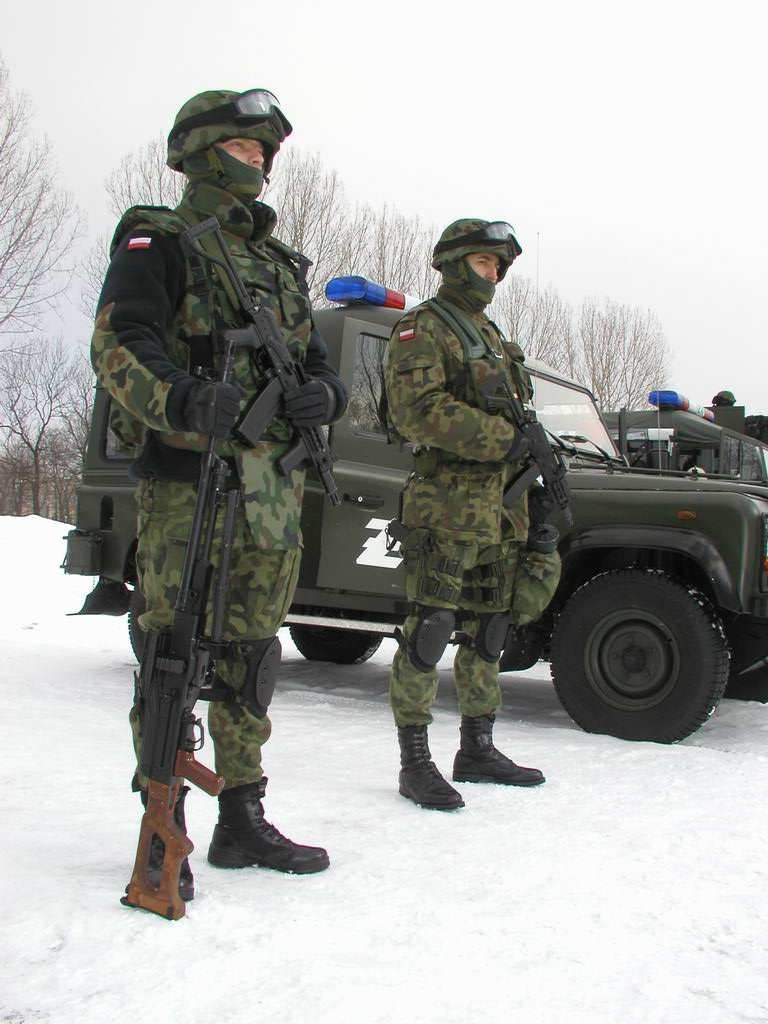
Офицеры военной жандармерии

### Вооружение
| Модель                   | Страна производства | Тип                                     | Вариант             |
| ------------------------ | ------------------- | --------------------------------------- | ------------------- |
| Glock 17                 | Австрия             | 9 mm Para Semi-Auto Pistol              | Glock 17            |
| PM-84 Glauberyt          | Польша              | 9 mm Para Submachine Gun                | PM-98 PM-06         |
| MP5                      | Германия            | 9 mm Para Submachine Gun                | MP5A3               |
| Mossberg 500             | США                 | 12 gauge                                | M50440              |
| lKbk wz. 1996 Mini-Beryl | Польша              | 5.56mm NATO Carbine                     | wz. 1996B wz. 1996C |
| UKM-2000                 | Польша              | 7.62mm NATO general purpose machine gun | UKM-2000P UKM-2000D |
| Sako TRG                 | Финляндия           | 7.62mm NATO Sniper Rifle                | TRG-22              |